# Continental Circus
Continental Circus ist ein Arcade-Spiel (Rennsimulation), das 1987 von Taito entwickelt wurde. Es wurde für mehrere Homecomputer-Systeme umgesetzt und bietet zahlreiche Besonderheiten, z. B. eine 3D-Brille, die am Arcade-Automat befestigt ist.

## Spielbeschreibung
Der Spieler steuert ein Formel-1-Fahrzeug und kann bis zu 8 verschiedene Strecken, der Reihe nach absolvieren (nach Qualifikation).
- Brazil GP
- America
- France
- Monaco
- Germany
- Spain
- Mexico
- Japan

Zunächst fallen die groß geratenen Fahrzeuge und die riesigen Ziffern am oberen Bildschirmrand auf. Das Spiel verfügt über eine sehr schnelle Fahrweise und realistische Rennbestandteile. Bei Kollisionen mit gegnerischen Fahrzeugen (oder umherfliegenden Reifen oder Teilen von verunglückten Fahrern), kann das eigene Fahrzeug qualmen, in Brand geraten und explodieren. Zuvor sollte ein Boxenstopp eingelegt werden. Die Rennstrecke bietet auch größere Wellen (Unebenheiten) und Tunnel. Es gibt die üblichen zwei Gänge (Low/High) und ein Gaspedal; eine Bremse ist nicht vorhanden. Außerdem gibt es zusätzliche Wetterverhältnisse, wie Regen.

## Besonderheiten
- 3D-Brille (in manchen Sit-In-Versionen)
- Sprachausgabe
- brennende Fahrzeuge, Explosionen
- Boxenstopps

Die elektronische 3D-Shutterbrille ähnelt der des Spiels Battlezone. Continental Circus wurde von der US Navy lizenziert.
In der Killer List of Videogames belegt der Automat Rang 8 in der Raritätswertung.

## Rechtschreibfehler
Das Spiel sollte eigentlich Continental Circuit heißen, aber der Rechtschreibfehler wurde von den bestehenden Platinen übernommen. 1989 gab es bei der amerikanischen Veröffentlichung eine Korrektur.

## Portierungen
- ZX Spectrum (1989)
- Amstrad CPC (1989)
- Atari ST (1989)
- Commodore 64 (1989)
- Amiga (1989)
- PC Windows als Teil von Taito Legends (2005)
- PlayStation 2 als Teil von Taito Legends (2005)
- Xbox als Teil von Taito Legends (2005)